# Додд, Кен
Кен Додд (англ. Ken Dodd; 8 ноября 1927, Knotty Ash, Ланкашир — 11 марта 2018, Knotty Ash, Северо-Западная Англия) — английский комик, сценарист, певец и актёр.

## Биография
Кеннет Артур Додд родился 8 ноября 1927 года в фермерском доме в пригороде Ливерпуля Нотти-Эш (ныне — район города). Отец — Артур Додд, торговец углём, мать — Сара Додд (до замужества — Грей). Старший брат — Уильям, младшая сестра — Джун. В 7 лет Кен на спор с приятелями проехался на велосипеде с закрытыми глазами. В результате он упал, наехав на бордюр, и ударился лицом о землю, после чего у него на всю жизнь появилась особая примета: выпирающие вперёд зубы. Позднее, уже будучи известным, он застраховал эту свою особенность на 4 миллиона фунтов стерлингов. Кен с детства проявил талант к пению, уже в школьном возрасте состоял в хоре местной церкви. В 14 лет бросил школу, чтобы помогать отцу в работе. Примерно в это время подросток заинтересовался шоу-бизнесом вообще и чревовещанием в частности. За шесть пенсов он купил себе первую книгу по этому искусству, затем отец подарил ему первую куклу для чревовещания, которой юноша дал имя Чарли Браун. Вскоре Кен начал давать свои первые представлению в местных учреждениях: сиротском приюте и пр. К 18 годам Кен стал коммивояжёром: днём он продавал товары, а вечерами давал представления в развлекательных клубах. К 26 годам его с выступлениями стали приглашать в серьёзные заведения в Ноттингеме, Блэкпуле (Сентрал Пир), где он участвовал в одной программе с такими знаменитостями как Джимми Джеймс, Джимми Клитероу, Рой Касл.
«На наших глазах начиналась карьера комика Кена Додда, — вспоминал впоследствии отец Джорджа Харрисона Харолд. — Мы видели его в клубе, где он перехватывал рюмочку, — он был очень смешной, но боялся сцены. Наконец он согласился выступить. У него был номер „Дорога в Манделей“ — он выступал в шортах и колониальной шляпе. Можно было со смеха умереть».
Карьера Додда длилась с 1954 года почти до самой его смерти в 2018 году.
Манера шуток — быстрый, непрекращающийся на протяжении нескольких часов (в среднем — 5 часов и 15 минут) текст, часто сопровождаемый его фирменным реквизитом — красно-бело-синими перьевыми метёлками с возгласом «Как же мне щекотно!» Внешний вид — растрёпанные волосы, широко открытые глаза, приоткрытый рот с торчащими вперёд верхними зубами.
Кен Додд является исполнителем многих популярных песен, в том числе с 1960 по 1981 год 19 из них попадали в UK Singles Chart, и одна из них, «Слёзы», даже заняла первое место, где держалась там на протяжении пяти недель.
С 1963 по 1974 год вёл собственную передачу на радио.
Последнее выступление Додда состоялось 28 декабря 2017 года на Echo Arena Auditorium в Ливерпуле. В середине января 2018 года он был госпитализирован с диагнозом «инфекция грудной клетки», 27 февраля выписан из больницы. Кен Додд умер 11 марта 2018 года в том же доме (1780-х годов постройки) № 76 по улице Томас-лейн, где и родился 90 лет, 4 месяца и 3 дня назад.

### Уклонение от уплаты налогов
В 1989 году Кен Додд был обвинён в уклонении от уплаты налогов. Судьёй на деле выступил Брайан Ливсон, адвокатом — Джордж Кармен. В ходе рассмотрения дела выяснилось, что в представлениях Додда Diddy Men часто второстепенные роли исполняли ученики местных театральных школ, которые не получали за это никаких денег. Во-вторых, банковские счета популярного успешного актёра оказались почти пусты, но на чердаке его дома, в шкафах, буфетах и под лестницами хранились сумки с наличностью в количестве 336 000 фунтов стерлингов. Дело рассматривалось 23 дня, ему грозил штраф до 825 000 фунтов стерлингов, но в итоге Додд был оправдан. В свои дальнейшие выступления актёр неоднократно добавлял шутки, касающиеся этого дела и своего оправдания.

### Личная жизнь
В 1955 году Кен Додд начал встречаться с девушкой по имени Анита Бутин. Состоялась помолвка, но за 22 года отношений брак они не заключили. Анита скончалась в 1977 году в возрасте 45 лет от опухоли головного мозга.
С 1978 года Кен Додд начал встречаться с женщиной по имени Энн Джонс, с которой был знаком с 1961 года. Официальный брак пара заключила 9 марта 2018 года, за два дня до смерти актёра.
С июля 2001 года ярая поклонница актёра, некая 34-летняя Рат Тэгг, написала Додду и Джонс 12 писем и открыток с угрозами, прислала мёртвую крысу и шесть неприличных фотографий, а в конце концов подожгла их дом (ущерб составил 11 000 фунтов стерлингов, погибших и пострадавших не было). В мае 2002 года её арестовали, в марте 2003 года местный суд признал её виновной в домогательстве и поджоге.

## Награды, премии, признание
- 1960-е — внесён в Книгу рекордов Гиннесса за самое длинное представление из шуток: 1500 шуток за 3,5 часа[9] (7,14 шуток в минуту)[18].
- 1965 — принят в братство Великий Орден водяных крыс[англ.][19]
- 1982 — Орден Британской империи
- 1993 — Британская комедийная премия[англ.]
- 1996 — изображён на обложке музыкального альбома K группы Kula Shaker (наряду с несколькими другими известными людьми, связанными с буквой K).
- 1997 — Почётный феллоу Ливерпульского университета имени Джона Мурса
- 2001 — Свободный человек города Ливерпуль[20]
- 2009, 11 июня — открытие скульптуры на ж/д станции «Лайм-стрит»[англ.] (Ливерпуль). В октябре 2017 года удалена для реставрации[21].
- 2009, 4 ноября — Доктор литературы[англ.] от Честерского университета[англ.][22]
- 2010, январь — Доктор литературы от университета Ливерпуль Хоуп[англ.][23]
- 2016, январь — «Легенда комедии» от Aardman Animations[24]
- 2017, 2 марта — рыцарь-бакалавр[25]

## Синглы, попавшие вUK Singles Chart
В хронологическом порядке
| Название                                    | Дата выхода     | Место | Примечания |
| ------------------------------------------- | --------------- | ----- | --- |
| Love Is Like a Violin                       | 7 июля 1960     | 8     | |
| Once in Every Lifetime                      | 15 июня 1961    | 28    | |
| Pianissimo                                  | 1 февраля 1962  | 21    | |
| Still                                       | 29 августа 1963 | 35    | |
| Eight by Ten                                | 6 февраля 1964  | 22    | |
| Happiness                                   | 23 июля 1964    | 31    | Обработка одноимённой песни Билла Андерсона |
| So Deep Is the Night                        | 26 ноября 1964  | 31    | |
| Tears                                       | 2 сентября 1965 | 1     | Продано около 2 млн копий. 39-е место в списке «Лучший продаваемый сингл всех времён в Великобритании» и 3-е место в аналогичном списке для 1960-х годов. 1-е место в хит-параде на протяжении пяти недель. |
| The River (Le colline sono in fiore)        | 18 ноября 1965  | 3     | Совместно с Джеффом Лавом |
| Promises                                    | 12 мая 1966     | 6     | |
| More Than Love                              | 4 августа 1966  | 14    | |
| It's Love                                   | 27 октября 1966 | 36    | |
| Let Me Cry on Your Shoulder                 | 19 января 1967  | 11    | |
| Tears Won't Wash Away These Heartaches      | 30 июля 1969    | 22    | |
| Brokenhearted                               | 5 декабря 1970  | 15    | |
| When Love Comes Round Again (L'arca di Noè) | 10 июля 1971    | 19    | Обработка песни L'arca di Noè Сергио Эндриго |
| Just Out of Reach (Of My Two Empty Arms)    | 18 ноября 1972  | 29    | |
| Think of Me (Wherever You Are)              | 29 ноября 1975  | 21    | |
| Hold My Hand                                | 26 декабря 1981 | 44    | |

## Театр, кино, телевидение
Сценарист
- 1960—1963, 1965—1967, 1969 — Шоу Кена Додда / The Ken Dodd Show (31 выпуск)
- 1979 — Шоу смеха Кена Додда / The Ken Dodd Laughter Show (6 выпусков)

Актёр кино и телевидения
- 1955, 1957—1958, 1968, 1972, 1974—1980, 1982 — Старые добрые деньки[англ.] / The Good Old Days — в роли самого себя (в 15 эпизодах)
- 1959—1963, 1965—1967, 1969 — Шоу Кена Додда / The Ken Dodd Show — в роли самого себя (в 34 выпусках)
- 1965, 1986, 2006, 2012 — ? / Royal Variety Performance — в роли самого себя (в 5 выпусках)
- 1965—1966, 1975, 1981 — Top of the Pops — в роли самого себя (в 12 выпусках)
- 1967—1968 — Музыкальная шкатулка Додди / Doddy's Music Box — в роли самого себя (в 18 выпусках)
- 1972, 1974, 1979, 1990, 1994 — Это твоя жизнь[англ.] / This Is Your Life — в роли самого себя (в 5 выпусках)
- 1974—1976 — Мир смеха / World of Laughter — в роли самого себя (в 19 выпусках)
- 1979 — Шоу смеха Кена Додда / The Ken Dodd Laughter Show — в роли самого себя (в 6 выпусках)
- 1980—1981, 2007 — Паркинсон[англ.] / Parkinson — в роли самого себя (в 3 выпусках)
- 1987 — Доктор Кто / Doctor Who — Толлмастер (в эпизоде «Дельта и знаменосцы»)
- 1994, 2002, 2010, 2013 — Аудиенция с…[англ.] / An Audience with... — в роли самого себя (в 4 выпусках)
- 1996 — Деннис и Гнэшер[англ.] / Dennis and Gnasher — сэр Фитц-Патрик Флаш (в эпизоде The Day TV Was Banned, озвучивание)
- 1996 — Гамлет / Hamlet — Йорик[5]
- 1999 — Алиса в Стране чудес / Alice in Wonderland — мистер Мышь

Исполнение песен в фильмах и шоу
- 1979 — Шоу смеха Кена Додда / The Ken Dodd Laughter Show (более десятка песен в 6 выпусках)
- 1981 — Top of the Pops — Hold My Hand (в 1 выпуске)
- 1999 — Алиса в Стране чудес / Alice in Wonderland — What Am I Going To Talk About?

Актёр театра
- 1971 — Двенадцатая ночь / Twelfth Night — Мальволио[англ.] (Ливерпульский театр)[5]

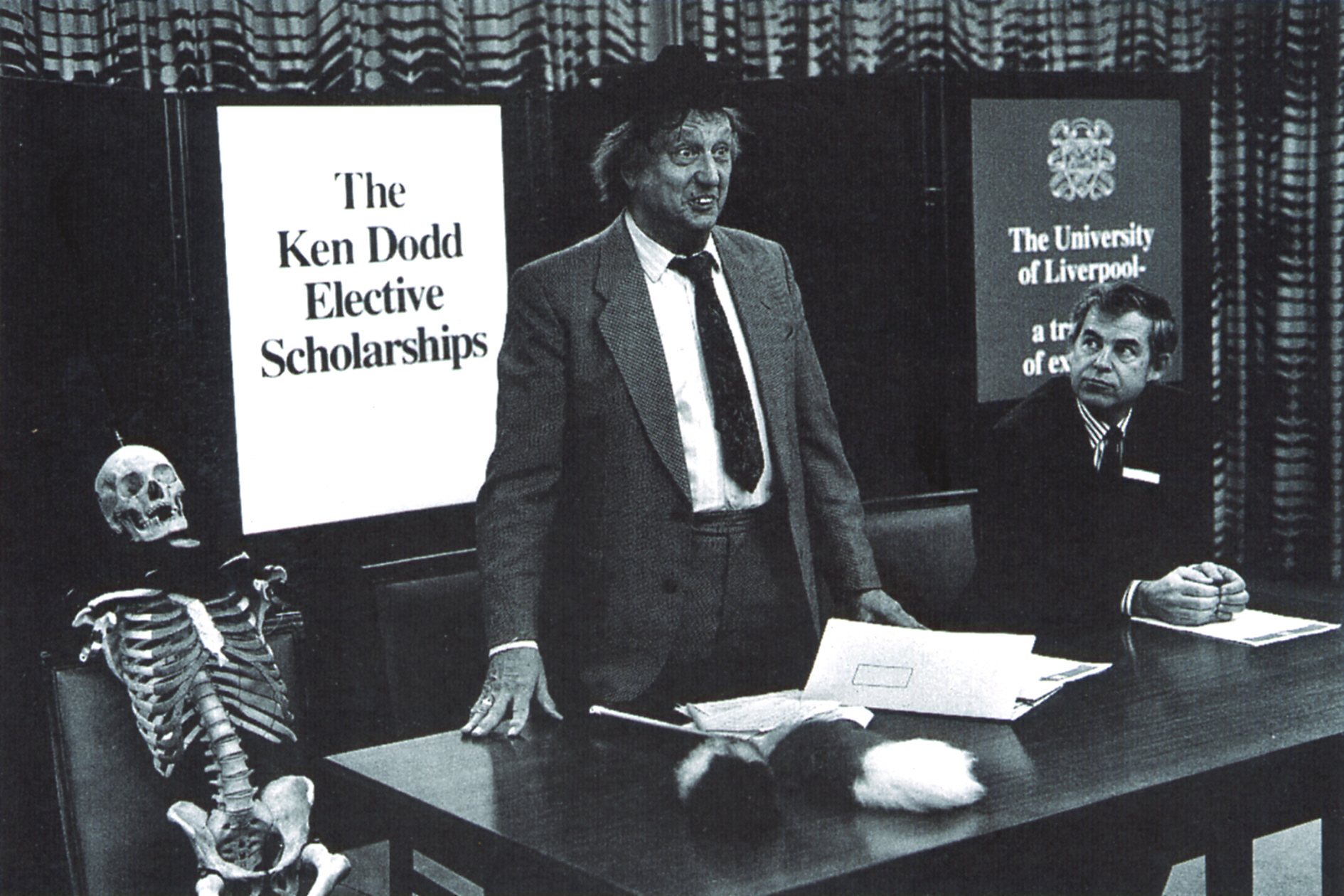
В 1970-х годах
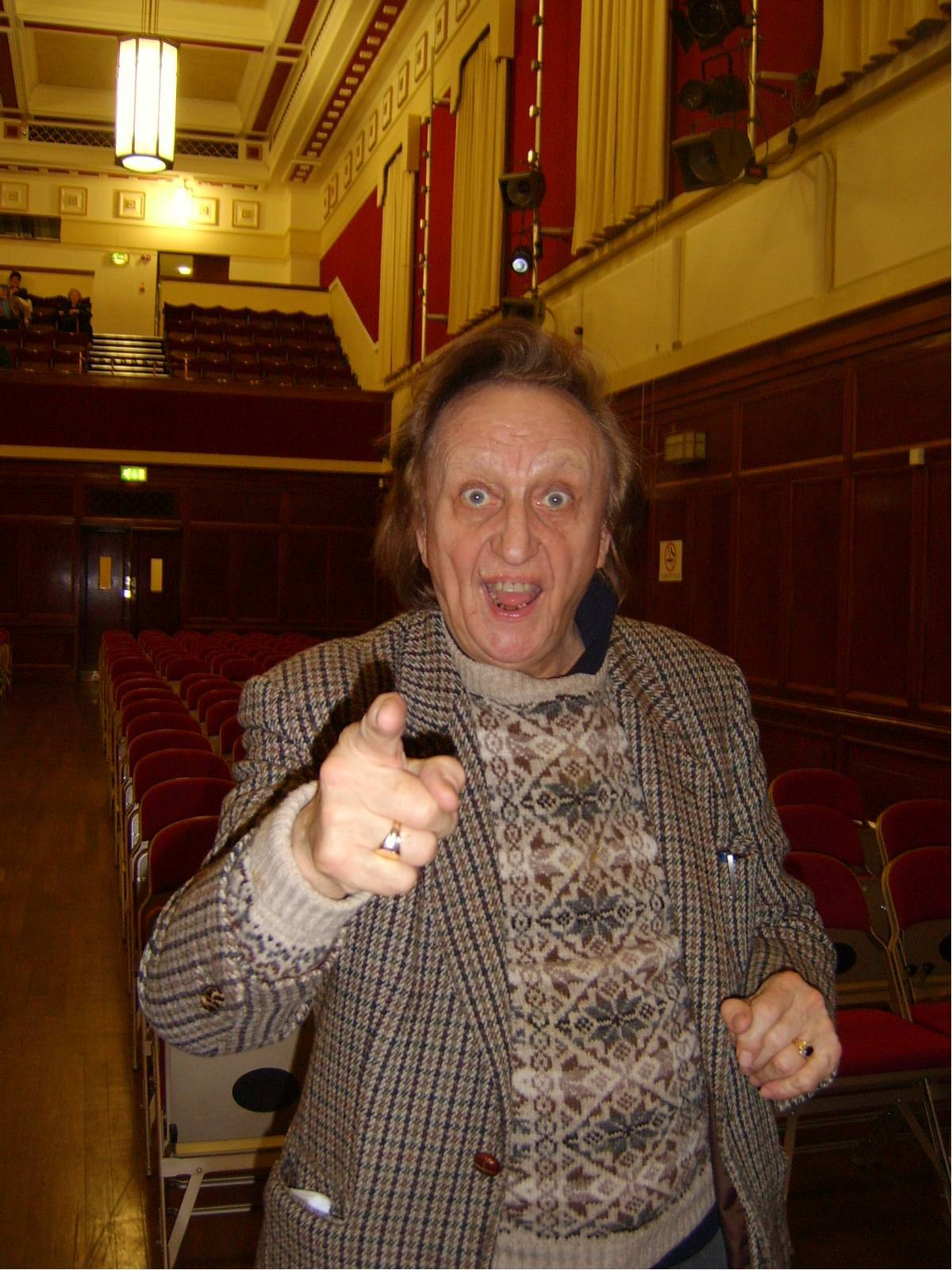
В театре города Элсмир-Порт, январь 2006.
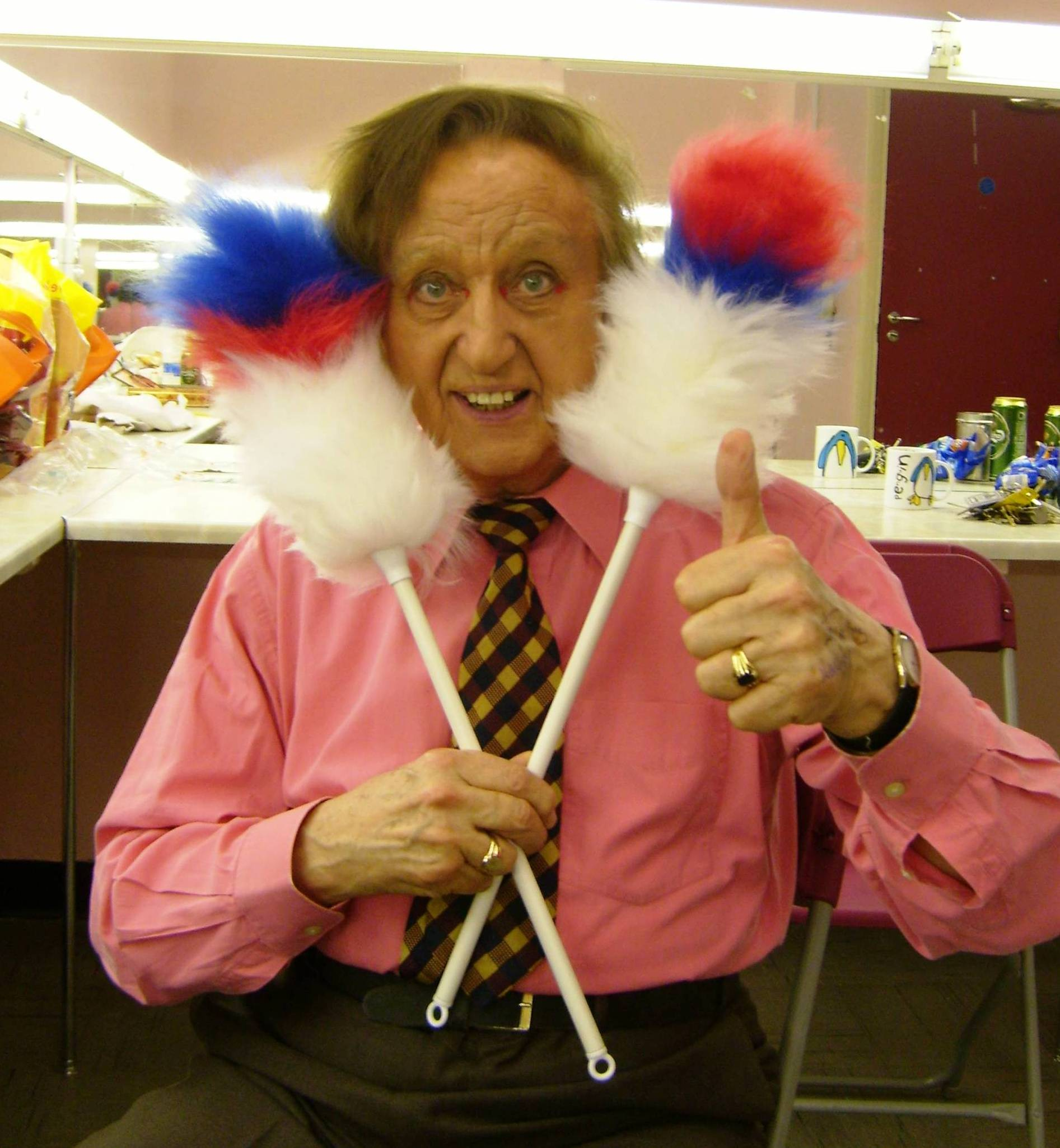
Со своими «фирменными» метёлками, ноябрь 2007.
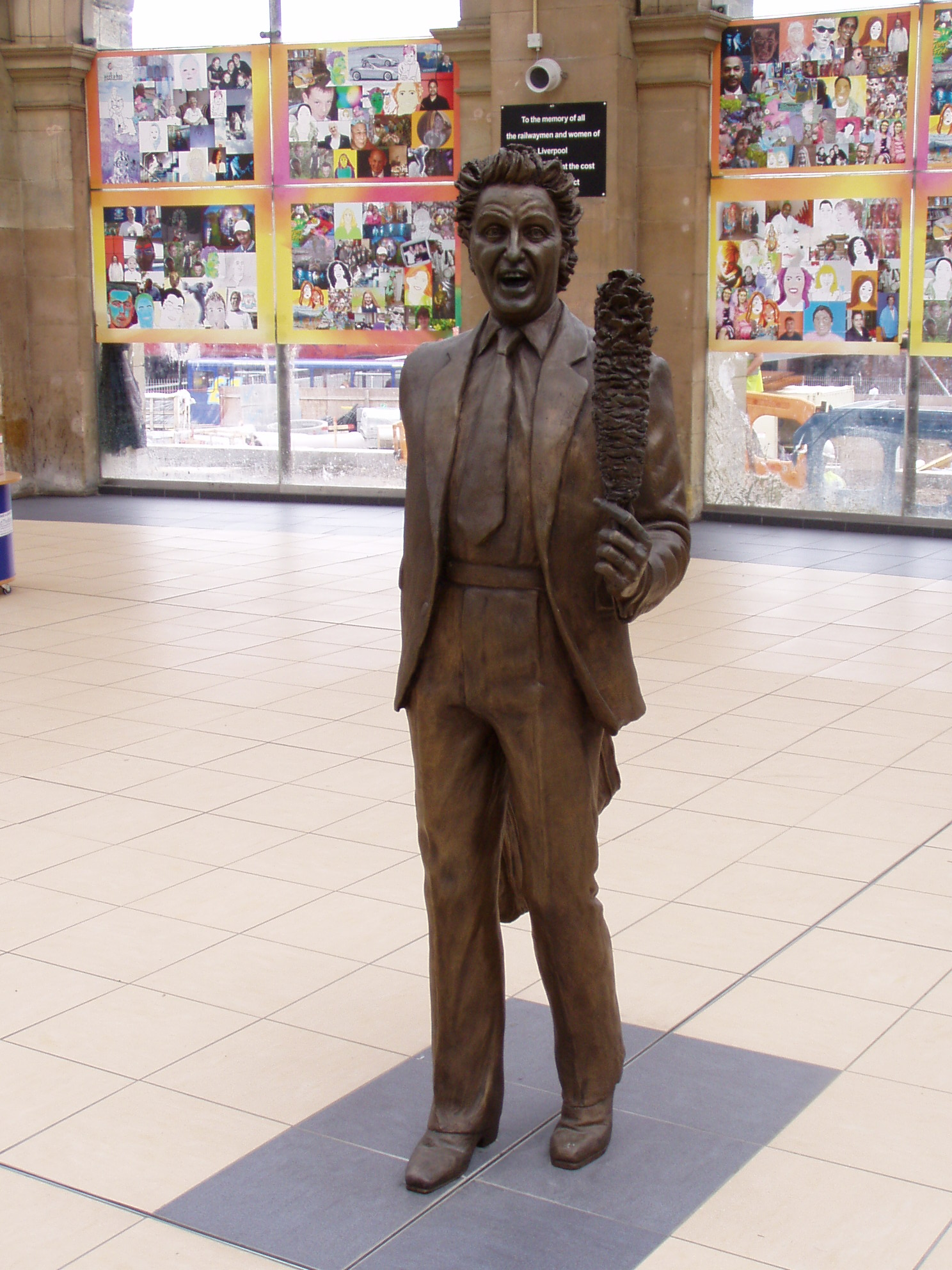
Скульптура, установленная на ж/д станции «Лайм-стрит»[англ.] (Ливерпуль).
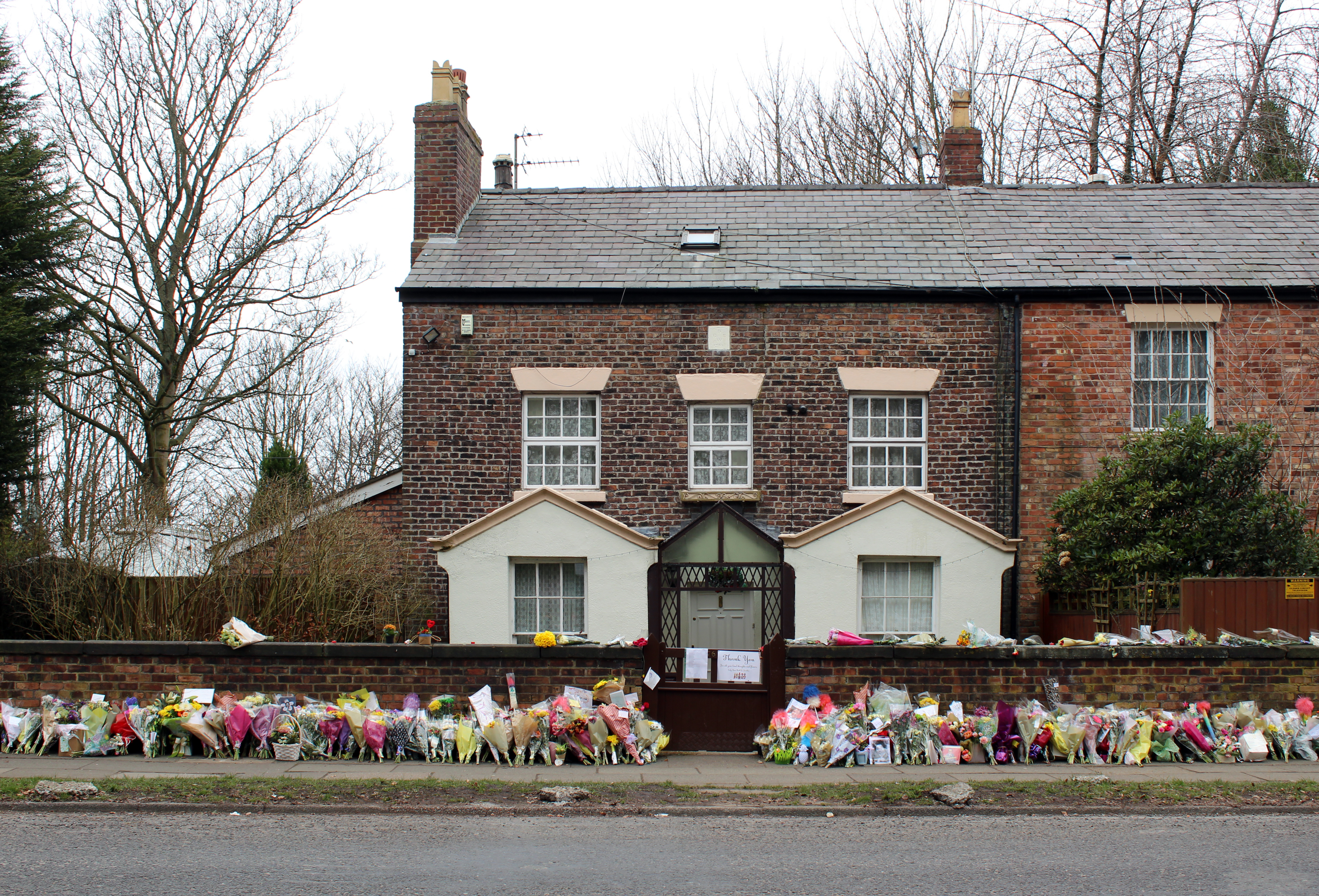
Дом, в котором родился, прожил всю жизнь и умер Кен Додд. Фото сделано спустя 10 дней после смерти актёра.